# Добин, Мотя
Мо́тя До́бин (1880, Проскуров, Подольская губерния, Российская империя, ныне Хмельницкий, Украина — 1942, Треблинка, нацистская Германия, ныне Польша) — российский и французский публицист и общественный деятель. 
Брат Шимона Добина, дядя Ефима Добина.

## Биография
Родился 1880 году в городе Проскуров Подольской губернии, ныне Хмельницкий, Украина. Окончил русскую гимназию, затем учился в Киевском университете. В 1916 году был одним из организаторов первой еврейской гимназии в Киеве, где преподавал биологию и физику. После начала киевских погромов уехал в Польшу, где жил до 1921 года, затем переехал в Париж и до 1938 года возглавлял комитет помощи эмигрантам. Активный деятель Бунда во Франции.
На протяжении многих лет печатал статьи в парижских еврейских периодических изданиях, а также участвовал в научных сборниках YIVO в Вильне. Автор работ по вопросам эмиграции. В 1932 году издал исследование «Еврейские рабочие эмигранты в Париже» и «Профессии еврейских эмигрантов во Франции».
Во время немецкой оккупации играл заметную роль в организации Сопротивления. Был арестован 14 июля 1942 года вместе с женой и депортирован с нею в Треблинку, где и погиб.